# Ruta europea E9

Indicador

La Ruta europea E9 es un eje transpirenaico encuadrado en las vías de Clase intermedia de recorrido norte-sur, con un trazado de 876 km entre Orleans y Barcelona.
Los tramos Pamiers - Frontera francesa y Frontera española - Puigcerdá - Berga, son los 2 únicos tramos del recorrido que no son ni autopista ni autovía. En un futuro, está prevista su adecuación a vías de alta capacidad, lo que acortará el tiempo de viaje notablemente entre París y Barcelona por esta ruta.

## Tramos
En Francia el trazado coincide con las vías:
- A71 de Orleans a Vierzon;
- A20 de Vierzon a Montauban;
- A62 de Montauban a Toulouse ;
- A61 de Toulouse a la conexión con la A66;
- A66 hasta Pamiers (fin de tramo de autopistas);
- N20 de Pamiers a la frontera española.

En España, coincide con cuatro vías:
- N-152 desde la frontera hasta Puigcerdá;
- N-260 desde Puigcerdá hasta Queixans;
- C-162 desde Queixans hasta Riu;
- C-16 desde Riu hasta Barcelona.

## Ciudades que atraviesa

### Francia
- Orleans
- Vierzon
- Châteauroux
- Limoges
- Cahors
- Montauban
- Toulouse
- Auterive
- Pamiers
- Foix
- Ax-les-Thermes
- Col de Puymorens
- Bourg-Madame

### España

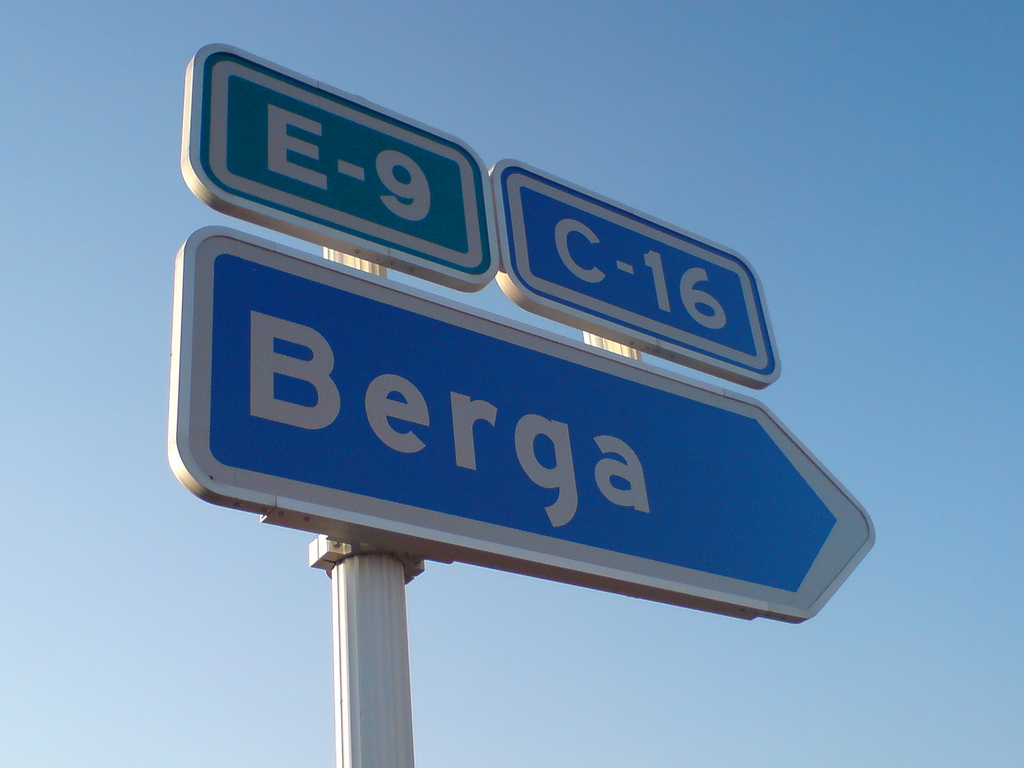
Señalización de la E-9

- Puigcerdá
- Bagá
- Berga
- Gironella
- Sallent
- Manresa
- Tarrasa
- Rubí
- Barcelona